# شوینتاینو (شهرستان اولتسکو)
شوینتاینو (به لهستانی:  Świętajno) یک روستا در لهستان است که در گمینا شوینتاینو (شهرستان اولتسکو) واقع شده‌است. شوینتاینو ۱٬۶۰۰ نفر جمعیت دارد.